# Joe Ansbro
Pas d'image ? Cliquez ici

a Compétitions nationales et continentales officielles uniquement.

b Matchs officiels uniquement.
Dernière mise à jour le 15 mai 2013.
Joseph Antony Andrew Ansbro dit Joe Ansbro, né le 29 octobre 1985 à Glasgow, est un joueur de rugby à XV écossais qui évolue au poste de centre. Il joue depuis 2011 avec les London Irish après avoir joué avec les Northampton Saints de 2007 à 2011. En 2010, il devient le premier homme de couleur de l'histoire à jouer en équipe d'Écosse.

## Biographie
Joe Ansbro naît à Glasgow mais grandit à Galloway où il suit sa scolarité à la Gatehouse Primary School. C'est à ce moment-là qu'il découvre le rugby au sein du club de Castle Douglas. Puis il va au lycée au Stonyhurst College près de Clitheroe dans le Lancashire avant de rejoindre l'Université de Cambridge pour suivre des études supérieures en sciences naturelles. Il dispute alors le Varsity Match avec l'équipe de l'Université. En 2006, il rejoint l'Académie des Northampton Saints et débute avec l'équipe première en 2007 lors d'un match contre le Moseley RFC comptant pour le Guinness Championship. Les Saints remportent le championnat et sont promus en première division. Il reste trois saisons avec les Northampton Saints et remporte le challenge européen en 2009 et la Coupe anglo-galloise en 2010. En 2010, il obtient sa première cape en équipe d'Écosse lors du test match contre l'Afrique du Sud, devenant ainsi le premier joueur noir de l'histoire à porter le maillot du XV du chardon. Il fait partie de la sélection écossaise pour le Tournoi des Six Nations 2011 durant lequel il dispute quatre des cinq matchs. À la fin de la saison, il quitte Northampton et s'engage pour trois ans avec les London Irish. Il est retenu dans la pré-liste des sélectionnés pour la Coupe du monde et dispute le match de préparation début août contre l'Irlande. Il marque là son premier essai en sélection nationale, offrant la victoire 10 à 6 aux Écossais en fin de rencontre.
Blessé à la nuque lors d'un match de pré-saison contre le Munster, en août 2012, Ansbro est contraint d'abandonner sa carrière sportive le 15 mai 2013, après une saison hors des terrains de rugby.

## Palmarès
- Vainqueur du Championnat d'Angleterre de D2 en 2008
- Vainqueur du challenge européen en 2009
- Vainqueur de la Coupe anglo-galloise en 2010

## Statistiques

### En club
En quatre saisons passées avec les Northampton Saints entre 2007 et 2011, Joe Ansbro dispute 71 matchs et marque dix-huit essais toutes compétitions confondues, dont quinze matchs en compétitions européennes au cours desquels il marque six essais. Avec les London Irish, il dispute quatorze matchs et marque trois essais.

### En équipe nationale
De 2010 à 2012, Joe Ansbro dispute onze matchs avec l'équipe d'Écosse au cours desquels il marque trois essais (15 points).